# Algeciras BM
Algeciras BM var en handbollsklubb från Algeciras i Andalusien, Spanien, grundad 1966. Säsongen 2007/08 spelade klubben i den högsta spanska handbollsdivisionen, Liga ASOBAL, men man slutade på 15:e plats, vilket betydde nedflyttning till andradivisionen. Klubben hann dock aldrig bli nedflyttad eftersom den gick i konkurs på grund av stora skulder.
Samma år återuppstod dock klubben i ny skepnad under namnet BM Ciudad de Algeciras.